# Meg Ryan
Meg Ryan (født Margaret Mary Emily Anne Hyra 19. november 1961 i Fairfield, Connecticut, USA) er en amerikansk skuespiller. Hun har specialiseret sig i romantiske komediefilm, men har også arbejdet med andre filmgenrer.
Med filmen Da Harry mødte Sally fra 1989 kom der gang i Meg Ryans karriere, og hun har senere spillet den kønne, lidt skøre kvinde i en række romantiske komedier som Søvnløs i Seattle (1993), French Kiss (1995) og You've Got Mail (1998)
Lejlighedsvis har Ryan også vist, at hun magter roller inden for andre genrer som i Oliver Stones The Doors (1991), hvor hun er stofmisbruger og gift med Jim Morrison, og Luis Mandokis When A Man Loves A Woman (1994), hvor hun spiller en alkoholiseret husmor. Hun har også medvirket i In the Land of Women (2007), hvor hun spillier en kræftsyg mor.
Hun var gift med Dennis Quaid 1991–2001 og har haft et forhold til Russell Crowe, som hun mødte under optagelserne til Livstegn (2000).

## Udvalgt filmografi
- Serious Moonlight (2009)
- The Women (2008)
- My Mom's New Boyfriend (2008)
- The Deal (2008)
- In the Land of Women (2007)
- Against the Ropes (2004)
- In the Cut (2003)
- Kate & Leopold (2001)
- Livstegn – Proof of Life (2000)
- Hanging Up (2000)
- You've Got Mail (1998)
- Hurlyburly (1998)
- City of Angels (1998)
- Anastasia (1997)
- Vild med kærlighed – Addicted to Love (1997)
- Det afgørende bevis – Courage Under Fire (1996)
- Kongen og elskerinden - og hendes mand! – Restoration (1995)
- French Kiss (1995)
- I.Q. (1994)
- When a Man Loves a Woman (1994)
- Flesh and Bone (1993)
- Søvnløs i Seattle – Sleepless in Seattle (1993)
- Prelude to a Kiss (1992)
- The Doors (1991)
- Joe og vulkanen – Joe Versus the Volcano (1990)
- Da Harry mødte Sally – When Harry Met Sally... (1989)
- Gerninsstedet (1988)
- D.O.A. (1988)
- Min mikro-makker – Innerspace (1987)
- Promised Land (1987)
- Det vilde vagtværn – Armed and Dangerous (1986)
- Top Gun (1986)
- Helvedeshuset – Amityville 3-D (1983)
- Rig og berømt – Rich and Famous (1981)